# Francisco Javier Moreno (violinista)
Francisco Javier Moreno (Madrid, 1748 - Bordeus, 1836) va ser un violinista i compositor espanyol del Barroc, un dels més afamats de l'estat.
Va néixer a Madrid el 1748. Va ser un dels violinistes de més fama d'Espanya, al llarg de la seva carrera va ser primer violí de cambra de l'infant Gabriel de Borbó, i després va esdevenir, per oposició, primer violí a la catedral de Zamora i a la de Santiago de Compostel·la, admès el 1792, però acomiadat el 1793, perquè faltava a la feina fingint que estava malalt fins que es va saber que tocava en una òpera de Portugal. Allà va ser germà major de la Germandat de Santa Cecília i violí del teatre São Carlos, ambdues a Lisboa. Després va tornar a Madrid, al teatre de Caños del Peral, on va treballar amb el violinista italià Ronzi. Va tenir tracte amb altres músics i compositors com Nebra, Soler i els italians Brunetti, Corselli i Bocherini, que van canviar el panorama musical espanyol.
Va ser també compositor, va compondre diverses unes simfonies, entre elles dues titulades Le due opuosti caratteri i La sala de esgrima. Segons Teresa Cascudo, algunes de les seves simfonies van dedicar-se a teatre i pertanyen a la tradició de la simfonia d'argument, seguint un corrent estètic que considerava que la funció principal de la música era imitar la natura. Sembla que va arribar a presentar-ne algunes a una competició organitzada el 1791 pel jutge protector dels teatres i representants còmics.
Es va casar amb Rosalía Pacheco. Va tenir dues filles, Benita i Francisca, a les que va portar a Itàlia a estudiar cant vers 1802.
Va morir a Bordeus el 1836.